# The Brave and the Bold
The Brave and the Bold és una propera pel·lícula de superherois estatunidenca basada en DC Comics amb els personatges Batman i Robin. Produïda per DC Studios i Double Dream, serà distribuïda per Warner Bros. Pictures i formarà part del DC Universe (DCU). La pel·lícula serà dirigida per Andy Muschietti.
L'octubre de 2014 va començar el desenvolupament d'una pel·lícula independent de Batman ambientada al DC Extended Universe (DCEU) amb Ben Affleck com director i protagonista. Després que Affleck marxés el gener de 2019, el projecte va ser reelaborat en la pel·lícula independent de Matt Reeves, The Batman (2022), protagonitzada per Robert Pattinson. Quan James Gunn i Peter Safran es van convertir en co-CEO de DC Studios, van començar a treballar en una nova versió de Batman, separada tant d'Affleck com de Pattinson, per al DCU. Basat en l'execució de Grant Morrison del 2006 al 2013 als còmics de Batman, explora la "família Batman" per primera vegada en pel·lícules d'acció en directe des de Batman i Robin (1997) i presenta el fill de Batman, Damian Wayne, com una versió de Robin. Muschietti es va incorporar com a director el juny de 2023. Gunn estava treballant a la pel·lícula amb un guionista el febrer de 2025.